# Clavinova

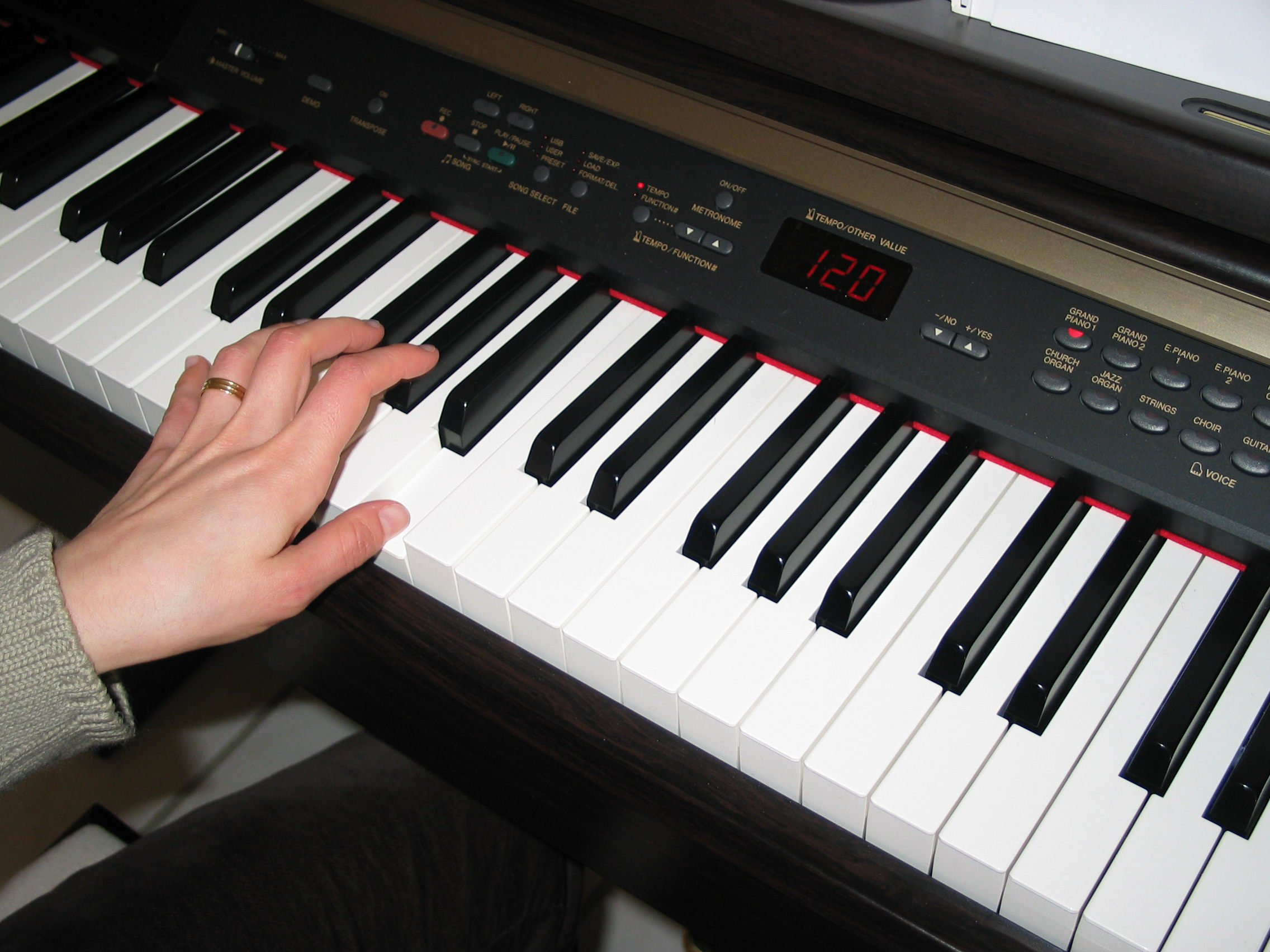
Le clavier d'un Clavinova modèle CLP-240

Clavinova est une marque déposée de la société japonaise Yamaha.
Dans la pratique, le terme a fini par désigner une classe de pianos numériques souvent utilisés dans les appartements car ils peuvent être reliés à un casque ce qui permet de ne pas déranger le voisinage.[citation nécessaire]

## Le problème
Bien que le piano soit un instrument de musique apprécié par les familles, son utilisation dans les appartements modernes posait quelques difficultés :
- La sourdine, dont l'usage était souvent nécessaire pour ne pas déranger ses voisins, altérait sensiblement les sons et entravait quelque peu la pratique de la vélocité en masquant trop les nuances du jeu.
- L'instrument se montre très vulnérable à la sécheresse de l'air, et un bon piano peut être irrémédiablement abîmé par un chauffage par le sol, procédé répandu par exemple dans les pays anglo-saxons.
- Il doit également être accordé chaque année et, en principe, après chaque déménagement.
- Les magnétophones domestiques ne pouvaient pas enregistrer correctement une session de piano, les caractéristiques du local d'écoute étant en général désastreuses et des sons parasites provenant souvent des appartements voisins.

## Une solution venant du Japon
Il revint au Japon, pays fort bien placé pour connaître les problèmes d'exiguïté des appartements, de problèmes de voisinage... et d'électronique, de présenter les solutions suivantes :
- clavier lourd, restituant correctement le toucher caractéristique d'un piano ;
- dispositif de vélocité dans les touches ;
- restitution du son totalement électronique. Les modèles les plus récents ont numérisé des sons de pianos de grandes marques avec une qualité CD ou supérieure, en permettant de commuter à volonté de l'un à l'autre ;
- ajouts de fonctionnalités inspirées des claviers d'appartement : clavecin, orgue(s), parfois glockenspiel, célesta, xylophone... ;
- Trois pédales reproduisant fidèlement celles d'un piano à queue ;
- possibilité d'écoute sur casque en stéréo ;
- possibilités d'enregistrement direct chez soi avec la qualité studio.

## Un succès relatif
Le Clavinova était prévu au départ pour servir de piano d'appoint ou de substitut provisoire. La qualité de son toucher et celle de ses sons est bonne, mais pas comparable à celle d'un véritable piano. Le son numérique de ce piano électronique est limité.
Le système numérique de bout en bout qui est proposé aujourd'hui, permet à tout un chacun de créer ses propres CD.
La technologie GH3 est caractérisée par 3 capteurs par touche permettant la répétition des notes sans interrompre la précédente. Aujourd'hui elle est améliorée par les claviers GH3X (avec simulation de la butée d’échappement des pianos à queue), et NWX (touche principalement en bois). Le son a été enregistré sur plusieurs niveaux (variable selon les modèles) et pour tout ou partie des notes du clavier.

## Historique
Source: Yamaha
Les gammes CVP et CLP se distinguent par des fonctions plus nombreuses sur la gamme CVP (écran, sons, finition), mais aussi un prix plus élevé.

### Modèles CVP et CGP
- 1984 CVP-3, CVP-5, CVP-7
- 1987 CVP-6, CVP-8, CVP-10, CVP-100MA, CVP-100PE
- 1989 CVP-30, CVP-50, CVP-70
- 1991 CVP-55, CVP-65, CVP-35, CVP-45, CVP-75
- 1993 CVP-83, CVP-85, CVP-87
- 1995 CVP-59, CVP-69, CVP-79A
- 1997 CVP-92, CVP-94, CVP-96, CVP-98, CVP-555
- 1998 CVP-600
- 1999 CVP-103, CVP-105, CVP-107, CVP-109
- 2000 CVP-700
- 2001 CVP-201, CVP-203, CVP-205, CVP-207, CVP-209
- 2002 CVP-900
- 2003 CVP-202, CVP-204, CVP-206, CVP-208, CVP-210
- 2004 CVP-301, CVP-303, CVP-305, CVP-307, CVP-309
- 2006 CGP-1000
- 2008 CVP-401, CVP-403, CVP-405, CVP-407, CVP-409
- 2009 CVP-501, CVP-503, CVP-505, CVP-509
- 2013 CVP-601, CVP-605, CVP-609, CVP-609GP
- 2015 CVP-701, CVP-705, CVP-709, CVP-709GP
- 2019 CVP-805, CVP-809, CVP-809GP

### Modèles CLP
- 1983 YP-40 premier Clavinova
- 1985 CLP-20, CLP-30
- 1986 CLP-40, CLP-45, CLP-50, CLP-55, CLP-200, CLP-300
- 1987 CLP-100, CLP-100MA, CLP-100PE, CLP-500
- 1988 CLP-250, CLP-350, CLP-550, CLP-650
- 1989 CLP-570, CLP-650W, CLP-670
- 1990 CLP-260, CLP-360, CLP-560, CLP-760
- 1992 CLP-121, CLP-122, CLP-123, CLP-124
- 1994 CLP-152S, CLP-153S, CLP-153SG, CLP-154S, CLP-155, CLP-157
- 1996 CLP-311, CLP-411, CLP-511, CLP-611, CLP-811, CLP-911
- 1997 CLP-555
- 1998 CLP-810, CLP-820, CLP-840, CLP-860, CLP-880
- 2000 CLP-920, CLP-930, CLP-950, CLP-955, CLP-970, CLP-970A
- 2001 CLP-910, CLP-990
- 2002 CLP-110, CLP-120, CLP-130, CLP-150, CLP-170
- 2003 CLP-175, CLP-115
- 2005 CLP-F01, CLP-280, CLP-270, CLP-240, CLP-230, CLP-220
- 2006 CLP-265GP, YDP-151
- 2008 CLP-380, CLP 3xx Series (320, 330, 340, 370, 380, S-306, S-308)
- 2011 CLP 4xx Series (430, 440, 465GP, 470, 480, S-406, S-408)
- 2012 CLP-480
- 2014 CLP-525, CLP-535, CLP-545, CLP-575, CLP-585
- 2017 CLP-625, CLP-635, CLP-645, CLP-665GP, CLP-675, CLP-685
- 2018 CLP-695GP
- 2020 CLP-725, CLP-735, CLP-745, CLP-765GP, CLP-775, CLP-785, CLP-795GP